# Вайнштейн, Тимур Леонидович
Тиму́р Леони́дович Вайнште́йн (род. 1 марта 1974, Баку) — российский теле- и кинопродюсер, сценарист, редактор, режиссёр, заместитель генерального директора — генеральный продюсер телеканала НТВ (с 2015), генеральный продюсер видеосервиса Premier (2020—2021), учредитель и генеральный продюсер группы компаний «ВайТ Медиа» (2009—2015), академик Международной телевизионной академии.

## Биография
Выпускник 1990 года школы номер 160 города Баку.
С 1991 года — художественный руководитель команды КВН «Парни из Баку». Чемпион Высшей лиги КВН (1992), обладатель Летнего кубка 1995 года. В 2000 году «Парни из Баку» под художественным руководством Тимура Вайнштейна стали победителями «Турнира лучших команд КВН XX века».
В 1996 году окончил Азербайджанский государственный медицинский университет по специальности врач-психиатр. С 1996 года работал в телекомпании ВИD (корреспондент, редактор, режиссёр, руководитель программы «Тема»). В 1997 получил второе высшее образование по специальности «режиссёр телевизионных программ» в Российском институте работников телевидения.
В 2000 году — режиссёр программы «Планета КВН» и сериала «КВН. 40 лет шутя».
С 2000 года и по сей день — продюсер и режиссёр Церемонии вручения Национальной кинематографической премии «Ника», а с 2003 по 2008 год — и Национальной спортивной премии «Слава».
C 2000 по 2009 год — соучредитель и генеральный продюсер компании «Леан-М».
С 2009 по 2015 год — учредитель и генеральный продюсер компании «ВайТ Медиа». В 2010 году «ВайТ Медиа» заключила стратегическое партнёрство с телевизионной компанией Endemol. В середине декабря 2014 года, после объединения Endemol и Shine Group, компания стала эксклюзивным обладателем библиотеки форматов образованной Endemol Shine Group.
С 2013 по 2016 год входил в совет директоров «СТС Медиа».
С 1 декабря 2015 по настоящее время занимает пост заместителя генерального директора — генерального продюсера телеканала НТВ, сменил на данном посту Данилу Шарапова. Курирует производство неполитических проектов телекомпании. При Вайнштейне на НТВ были запущены программы «Салтыков-Щедрин шоу», «Международная пилорама», «Секрет на миллион», «Однажды…», «Ты супер!» и его спин-оффы, «Брейн-ринг», «Маска», «Суперстар! Возвращение» и др.
С 2020 по 2021 год — генеральный продюсер видеосервиса Premier.
Член Академии Российского телевидения, Российской Академии кинематографических искусств, член правления Ассоциации продюсеров кино и телевидения. Входит в попечительский совет Московской школы кино.
15 января 2023 года, на фоне вторжения России на Украину, был внесён в санкционный список Украины.
В 2024 году вошёл в Совет при президенте Российской Федерации по культуре и искусству.

## Семья
- Дед, Моисей Вайнштейн — композитор.
- Отец, Леонид Вайнштейн — композитор, участник бакинской команды КВН «Парни из Баку».
- Мать, Баяз Везирова — учительница музыки, сестра Абдурахмана Везирова[11], представительница азербайджанского дворянского рода Везировых.
- Двоюродный брат — Гарри Каспаров
- Жена Яна Батыршина — телеведущая, бывшая гимнастка.
  - Дочь — Мариам Вайнштейн (род. 5 мая 2005).
  - Дочь — Айла Вайнштейн (род 17 мая 2007).
  - Сын — Леонид Вайнштейн (род. 8 февраля 2018).

## Награды
- Чемпион Высшей лиги КВН 1992 года.
- Обладатель Летнего кубка КВН 1995 года.
- Обладатель Суперкубка КВН и звания «лучшей команды XX века» (2000 год)
- Медаль «Прогресс» (16 октября 2021 года, Азербайджан) — за заслуги в развитии азербайджанской культуры[12].
- Медаль ордена «За заслуги перед Отечеством» I степени (3 января 2024 года) — за заслуги в развитии средств массовой информации и многолетнюю добросовестную работу[13].
- Награда «Академическое признание» Международной академии телевидения и радио (2024 год)[14].

## Продюсер сериалов
- 2025 — Майор и Меймун
- 2024 — Плевако
- 2024 — 10 дней до весны
- 2023 — Цербер
- 2022 — БиМ
- 2022 — ЮЗЗЗ
- 2020 — Алекс Лютый
- 2020 — Немцы
- 2018 — Мост
- 2018 — По ту сторону смерти
- 2017 — Новогодний пассажир
- 2017 — Хождение по мукам
- 2017 — Преступление
- 2015 — Непридуманная жизнь
- 2015 — Полицейский участок
- 2015 — Родина
- 2014 — Семейные обстоятельства
- 2014 — Вдова
- 2013 — Цена жизни
- 2013 — Пепел
- 2012 — Яблоневый сад
- 2011 — Немного не в себе
- 2011 — Сплит
- 2011 — Морпехи
- 2011 — Сделано в СССР
- 2011 — Объект 11
- 2010 — Дворик
- 2010 — Улики
- 2010—2011 — Крем
- 2009 — Солдаты 16: Дембель неизбежен
- 2009 — Хранитель
- 2009 — Платина 2
- 2009 — Всё по-взрослому
- 2009 — Однажды будет любовь
- 2009 — Солдаты 15: Новый призыв
- 2009 — Дом кувырком
- 2008 — Смальков. Двойной шантаж
- 2008 — ГИБДД и т. д.
- 2008 — Бородин. Возвращение генерала
- 2008 — Провинциалка
- 2008 — Собрание олимпийских сочинений
- 2008—2009 — Моя любимая ведьма
- 2008 — Кружева
- 2008 — Сердцеедки
- 2008 — Солдаты 14
- 2007 — Солдаты 13
- 2007 — Солдаты 12
- 2007 — Солдаты 11
- 2007 — Прапорщик Шматко, или Ё-моё
- 2007 — Морская душа
- 2007 — Колобков. Настоящий полковник!
- 2007 — Бешеная
- 2007 — Петя Великолепный
- 2007 — Невероятная коллекция мистера Рипли
- 2007 — Дочки-матери
- 2006 — Студенты International
- 2006 — Студенты 2
- 2006 — Солдаты 10
- 2006 — Солдаты 9
- 2006 — Солдаты 8
- 2006 — Солдаты 7
- 2006 — Солдаты 6
- 2006—2007 — Папа на все руки
- 2006 — Золотая тёща
- 2006—2009 — Счастливы вместе
- 2005 — Фирменная история
- 2005 — Туристы
- 2005 — Студенты
- 2005 — Солдаты 5
- 2005 — Солдаты 4
- 2005 — Солдаты 3
- 2004 — Солдаты 2
- 2004 — 33 квадратных метра
- 2003 — Капитан Правда

## Продюсер телевизионных художественных фильмов
- 2014 — Я подарю тебе любовь
- 2013 — Любовь без лишних слов
- 2012 — Яблоневый сад
- 2011 — Дуэль
- 2011 — Гадкий утёнок
- 2011 — Дорогая моя доченька
- 2011 — Зойкина любовь
- 2011 — Дублёрша
- 2011 — Огуречная любовь
- 2011 — Тропинка вдоль реки
- 2010 — Метель
- 2010 — Услышь моё сердце
- 2010 — Белый налив
- 2007 — Солдаты. Новый год, твою дивизию!

## Продюсер фильмов
- 2024 — Бар «МоскваЧики»
- 2023 — Праведник
- 2018 — У ангела ангина
- 2017 — Ховрино (заморожен)
- 2016 — Любовь с ограничениями
- 2015 — Бармен
- 2015 — Срочно выйду замуж
- 2014 — Попугай Club
- 2013 — Не бойся, я с тобой! 1919
- 2012 — Если бы да кабы
- 2012 — Все просто
- 2010 — Кто я?
- 2009 — Человек, который знал всё
- 2009 — Если бы да кабы
- 2009 — Крепость
- 2008 — После жизни
- 2006 — Парк советского периода

## Продюсер передач
ВайТ Медиа
- 2010—2014 —  «Десять миллионов» (формат «The Money Drop», канал «Россия-1»)
- 2011 —  «Шоу на два миллиона» (формат «The Money Drop», канал «1+1»)
- 2010—2013 —  «Шоу Сорок Миллионов» (формат «The Money Drop», канал «Седьмой»)
- 2011 —  «Замок страха» (формат «Estate of Panic», «Новый канал»)
- 2011 —  «Top Gërl» (формат «Hot Tub Ranking», канал «Россия-2»)
- 2011 —  «Бункер NEWS» (канал «РЕН ТВ»)
- 2011 —  «Sex-Битва по-русски» (формат «Battle of the Bods», канал «Муз-ТВ»)
- 2011 —  «Семейный приговор Геннадия Хазанова» (формат «The Marriage Ref», канал «ТВ-3»)
- 2011 —  «Конвейер любви» (формат «Conveyor Belt of Love», канал «Муз-ТВ»)
- 2011 —  «Fashion академия» (канал «Муз-ТВ»)
- 2011 —  «В кубе» (формат «In The Qube», канал «Россия-2»). Программа не вышла в эфир. На данный момент оригинальная версия выходит на канале SET.
- 2011—2012 —  «Знакомство с родителями» (формат «My Parents Are Gonna Love You», канал «Муз-ТВ»)
- 2011 —  «Косметический ремонт. Русская версия» (формат «Snog Marry Avoid?», канал «Муз-ТВ»)
- 2011 —  «Жұлдыздар фабрикасы» (формат «Operación Triunfo», «Фабрика звезд», канал «Седьмой»)
- 2012 —  «Магия» (формат «The Magicians», канал «Россия-1»). Программа вышла в эфир в мае 2019 года на НТВ.
- 2012 —  «Только один» (формат «Odd One In», канал «Украина»)
- 2013—2015 —  «Один в один!» (формат «Your Face Sounds Familiar», Первый канал, с 2014 г. — канал «Россия-1»)
- 2013 —  «Универсальный артист» (формат «The Ultimate Entertainer», Первый канал)
- 2013—2015 —  «Один против всех» (формат «1 vs. 100», канал «Карусель»)
- 2013 —  «Как две капли» (формат «Your Face Sounds Familiar», канал «Украина»)
- 2013 —  «Навылет» (формат «Wipeout», канал «Ю»)
- 2013—2014 —  «Суббота. Вечер. Шоу» (формат «Saturday Night Live», канал «НТВ»)[15]
- 2013 —  «Правила моей кухни» (формат «My Kitchen Rules», канал «РЕН ТВ»)
- 2014 —  «Большая перемена» (формат «Performing As», канал «НТВ»)[16]
- 2014 —  «Я смогу!» (формат «I Can Do That», канал «Россия-1»)
- 2015 —  «Взвешенные люди» (формат «The Biggest Loser», канал «СТС»)
- 2015 —  «МастерШеф Дети» (формат «MasterChef Junior», канал «СТС»)
- 2016 —  «Мой папа круче!» (формат «My Dad Is Better Than Your Dad», канал «СТС»)